# Party of Special Things to Do
«Party of Special Things to Do» — кавер американской рок-группы The White Stripes на песню Капитана Бифхарта. Сингл вышел в декабре 2000 года. На стороне «B» также содержатся песни Капитана Бифхарта «China Pig» и «Ashtray Heart».
Сингл выпущен лейблом Sub Pop ограниченным тиражом в 1,300 копий на красно-белом виниле. В начале 2011 года переиздан лейблом Уайта Third Man Records ограниченным тиражом на красно-черно-белом виниле.

## Список композиций
7"
| №  | Название                        | Автор(ы)        | Длительность |
| -- | ------------------------------- | --------------- | ------------ |
| 1. | «Party of Special Things to Do» | Капитан Бифхарт | 2:40         |
| 2. | «China Pig»                     | Капитан Бифхарт | 1:24         |
| 3. | «Ashtray Heart»                 | Капитан Бифхарт | 2:41         |